# Institut für Mittelstandsökonomie

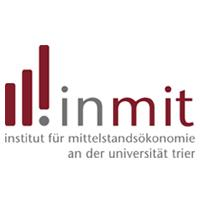
Institut für Mittelstandsökonomie (InMit)

Das Institut für Mittelstandsökonomie (InMit) war von 1995 bis 2015 ein An-Institut der Universität Trier mit dem primären Ziel der Politikberatung in Fragen der Förderung des Mittelstandes in Rheinland-Pfalz.

## Geschichte
Das Institut für Mittelstandsökonomie  an der Universität Trier wurde 1995 von  Axel G. Schmidt im Zuge seiner Berufung auf die Professur für Mittelstandsökonomie (ProMit) an der Universität Trier im Auftrag des Wirtschaftsministeriums Rheinland-Pfalz gegründet. Gründungsintension der Landesregierung war der Aufbau und die Etablierung eines Mittelstandsinstituts für Rheinland-Pfalz mit einer starken Anwendungsorientierung. Die Aktivitäten des InMit waren vom Ministerium mit einem Konkurrenzverbot belegt. Die Förderung des Instituts, insb. durch das Wirtschaftsministerium in Rheinland-Pfalz, bestand aus einem direkten Projekttitel im Haushalt der Landesregierung (sog. „InMit-Titel“), aus dem die Projektvergabe an das InMit erfolgte.

## Mitglieder und Beschäftigte
Institutionelle Mitglieder des InMit waren die Industrie- und Handelskammer Trier, die Handwerkskammer Trier, der Verein Trier Unternehmen, die Stiftung Stadt Wittlich, die Universität Trier, die Stadt Trier, die Sparkasse Trier und die BDO Wirtschaftsprüfungsgesellschaft Bonn. Persönlich haftende Mitglieder waren die Geschäftsführerin,  Martina Josten und der jeweilige Vorstandsvorsitzende (bis 2010:  Axel G. Schmidt; von 2011 bis 2015:  Rolf Weiber). Am InMit waren zeitweise bis zu 10 Personen beschäftigt.

## Tätigkeitsfelder
Die Schwerpunkte der Institutsarbeit lagen auf folgenden Themenfeldern:
- Mittelstandsbericht für das Land Rheinland-Pfalz (jährlich)
- Branchen- und Marktanalysen
- Entrepreneurship und Unternehmensführung
- Zukunftsorientierte Personal- und Organisationsentwicklung in KMUs
- Analysen an der Schnittstelle Kommune-Wirtschaft

Die Forschungsergebnisse des InMit wurden in einschlägigen Fachzeitschriften sowie Publikationsorganen der jeweiligen Auftraggeber und auch einer eigenen Publikationsreihe des Instituts veröffentlicht.

## Schließung des Instituts und Nachfolge
Die institutionelle Förderung des Instituts entwickelte sich ab 2012 stark rückläufig, da insb. das Wirtschaftsministerium Rheinland-Pfalz aus der institutionellen Förderung des InMit ausgestiegen ist. Insbesondere wurde der  „InMit-Titel“ für Mittelstandsprojekte im Haushalt der Landesregierung gestrichen und die Projektvergabe aus dem Wirtschaftsministerium an das InMit blieb aus. Während die institutionelle Förderung des InMit in den Anfangsjahren noch bei ca. 80 % lag, reduzierte sich diese auf nur noch ca. 10–20 % ab 2013. Danach stellten auch die übrigen institutionellen Mitglieder ihre Förderung sukzessive ein. Aufgrund des mit der Gründungsintention ausgesprochenen Konkurrenzverbots war das InMit in der Folge nicht mehr in der Lage, sich primär durch eigenständig akquirierte Projektaufträge zu finanzieren. Zusätzlich führte das „Wahljahr 2013“ dazu, dass nahezu 12 Monate keine relevanten Ausschreibungen und Bekanntmachungen durch den Bund oder das Land Rheinland-Pfalz erfolgten. Die insgesamt unzureichende Projektlage und das Auslaufen mehrjähriger Forschungsprojekte führte im Jahre 2015 zur Schließung des Instituts auf Beschluss der institutionellen Mitglieder.
In der Nachfolge wurde im Jahre 2016 die Forschungsstelle Mittelstand an der Professur von  Jörn Block eingerichtet, die Anfang 2020 im Rahmen der Wissenschaftsallianz Trier im Forschungszentrum Mittelstand der Universität Trier mündete.